# اریش باوئر
اریش باوئر (۲۶ مارس ۱۹۰۰–۴ فوریه ۱۹۸۰)، که گاه با عنوان آلمانی Gasmeister (استاد گاز) نیز نامیده می‌شود، فرمانده‌ای سطح پایین در اس‌اس آلمان نازی و از عاملان هولوکاست بود. او در عملیات تی۴ و بعدها در عملیات راینهارد، به عنوان اپراتور اتاق گاز در اردوگاه مرگ سوبیبور، شرکت کرد.

## زندگی‌نامه
اریش باوئر در برلین در ۲۶ مارس ۱۹۰۰ به دنیا آمد. او در جنگ جهانی نخست به عنوان سرباز خدمت کرد و توسط فرانسوی‌ها اسیر شد.
باوئر پس از بازگشت به آلمان سرانجام به عنوان راهبر تراموا کار پیدا کرد. در سال ۱۹۳۳، او به حزب نازی و اس‌آ پیوست.

### عملیات تی۴
در سال ۱۹۴۰، باوئر به برنامه هومرگی تی۴ گمارده شد، که در آن معلولان جسمی و روانی بستری شده در موسسات با تزریق کشنده گاز کشته می‌شدند. در آغاز، او به عنوان راننده کار می‌کرد و گاه افراد را از بیمارستان‌ها یا خانه‌ها جمع‌آوری و منتقل می‌کرد، اما به سرعت ارتقا یافت. باوئر در توصیف یکی از نخستین کشتارهای دسته‌جمعی خود گفت:
شلنگی اگزوز خودرو را به آزمایشگاهی درون آسایشگاه که با آجر ساخته شده بود منتقل می‌کرد. در را به روی عده‌ای از بیماران در اتاق بستند و من موتور خودرو را به کار انداختم. این کار باعث مرگ بیماران در هشت دقیقه شد.

### در سوبیبور
در اوایل سال ۱۹۴۲، باوئر به دفتر اودیلو گلوبوکنیک، رهبر اس‌اس و پلیس لوبلین منتقل شد. باوئر لباس فرم اس‌اس دریافت کرد و به درجه اوبرشارفورر (گروهبان ستاد) ارتقا یافت. در آوریل ۱۹۴۲، او به اردوگاه مرگ سوبیبور فرستاده شد. او تا برچیده شدن اردوگاه در دسامبر ۱۹۴۳ در پی شورش زندانیان در اکتبر آن سال در آنجا کار کرد.
در سوبیبور، باوئر مسئول اتاق‌های گاز اردوگاه بود. در آن هنگام یهودیان او را Badmeister (استاد حمام) می‌نامیدند. پس از جنگ، بازماندگان از وی به عنوان Gasmeister (استاد گاز) یاد کردند. آن‌ها وی را مردی کوتاه قد و تنومند توصیف کردند، و نیز مشروب خواری که پیاپی افراط می‌کرد. او در اتاقش یک بار خصوصی داشت. در حالی که دیگر نگهبانان اس‌اس لباس تمیزی داشتند، باوئر متفاوت بود: او همیشه کثیف و دست و پاگیر بود و بوی تعفن الکل و کلر از او بیرون می‌آمد. در اتاقش، عکسی روی دیوار از خودش و نیز عکسی از تمام اعضای خانواده‌اش با پیشوا بود.
در ۱۴ اکتبر ۱۹۴۳، روز خیزش سوبیبور، باوئر به‌طور غیرمنتظره برای تهیه لوازم به خه‌اوم رفت. از آنجا که باوئر در بالای «فهرست مرگ» نگهبانان اس‌اس تهیه‌شده توسط رهبر شورشیان، الکساندر پچرسکی، قرار داشت که می‌بایست تا پیش از فرار کشته می‌شدند، یهودیان عضو مقاومت حتی به اندیشه تعویق عملیات افتادند. شورش اما زودتر از زمان برنامه‌ریزی‌شده آغاز شد چرا که باوئر زودتر از آنچه انتظار می‌رفت از خه‌اوم بازگشت. هنگامی که وی متوجه شد که اس‌اس-اوبرشارفورر رودولف بکمان مرده‌است، باوئر شروع به تیراندازی به دو زندانی یهودی کرد که در حال تخلیه بار کامیون وی بودند. صدای شلیک گلوله باعث شد تا پچرسکی شورش را زودتر آغاز کند.

### پس از جنگ
در پایان جنگ، باوئر توسط آمریکایی‌ها در اتریش دستگیر شد و تا سال ۱۹۴۶ در اردوگاه اسیران جنگی زندانی بود. اندکی بعد، او به برلین بازگشت و در آنجا مشغول کار به عنوان کارگری شد که خرابه‌های جنگی را تمیز می‌کرد.
باوئر در سال ۱۹۴۹ هنگامی که دو زندانی یهودی پیشین از سوبیبور، ساموئل لرر و استر راب، او را تصادفی در نمایشگاهی در کرویتسبرگ شناسایی کردند، دستگیر شد. هنگامی که راب در نمایشگاه با باوئر روبرو شد، گزارش شده‌است که این نیروی پیشین اس‌اس به راب گفته‌است: «چگونه است که شما هنوز زنده هستید؟» پس از دستگیری، دادگاه وی سال بعد آغاز شد. بر پایه شهادت زندانیانی که از سوبیبور جان سالم به در برده بودند، باوئر نه تنها در برپایی و عملیات اتاق‌های گاز شرکت داشت، که در کشتار دسته‌جمعی با تیرباران نیز همکاری کرده بود. همچنین، وی برخورد وحشیانه و خشنی با زندانیانی داشت که به سوی اتاق‌های مرگ برده می‌شدند.
در ۸ مه ۱۹۵۰، دادگاه برلین باوئر را به جرم جنایت علیه بشریت به اعدام محکوم کرد. از آنجا که مجازات اعدام در آلمان غربی لغو شده بود، حکم باوئر به‌طور خودکار به حبس ابد تبدیل شد. او ۲۱ سال در زندان آلت موابیت برلین زندانی بود و سپس به زندان تِگِل برلین منتقل شد. در دوران زندان، او به مشارکت خود در کشتار جمعی در سوبیبور اعتراف کرد و گهگاه علیه همکاران پیشین خود شهادت می‌داد.
باوئر در ۴ فوریه ۱۹۸۰ در زندان تگل برلین مرد.